# Eberhard Vischer
Eberhard Vischer-Koechlin (* 28. Mai 1865 in Göttingen; † 2. Februar 1946 in Basel) war ein schweizerischer evangelisch-reformierter Theologe und Professor der Theologie in Basel.

## Leben und Wirken

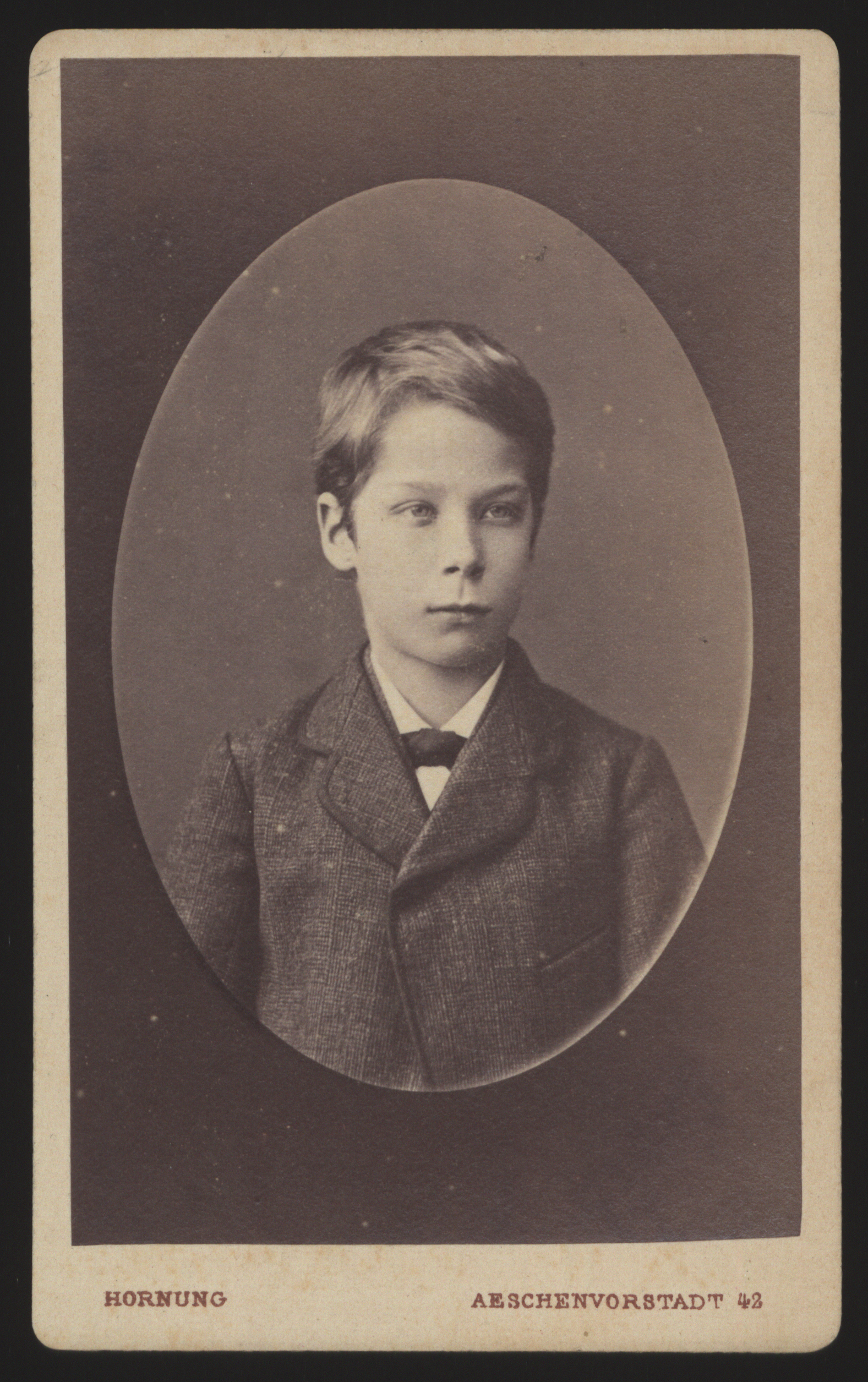
Eberhard Vischer als Junge (Fotografie)

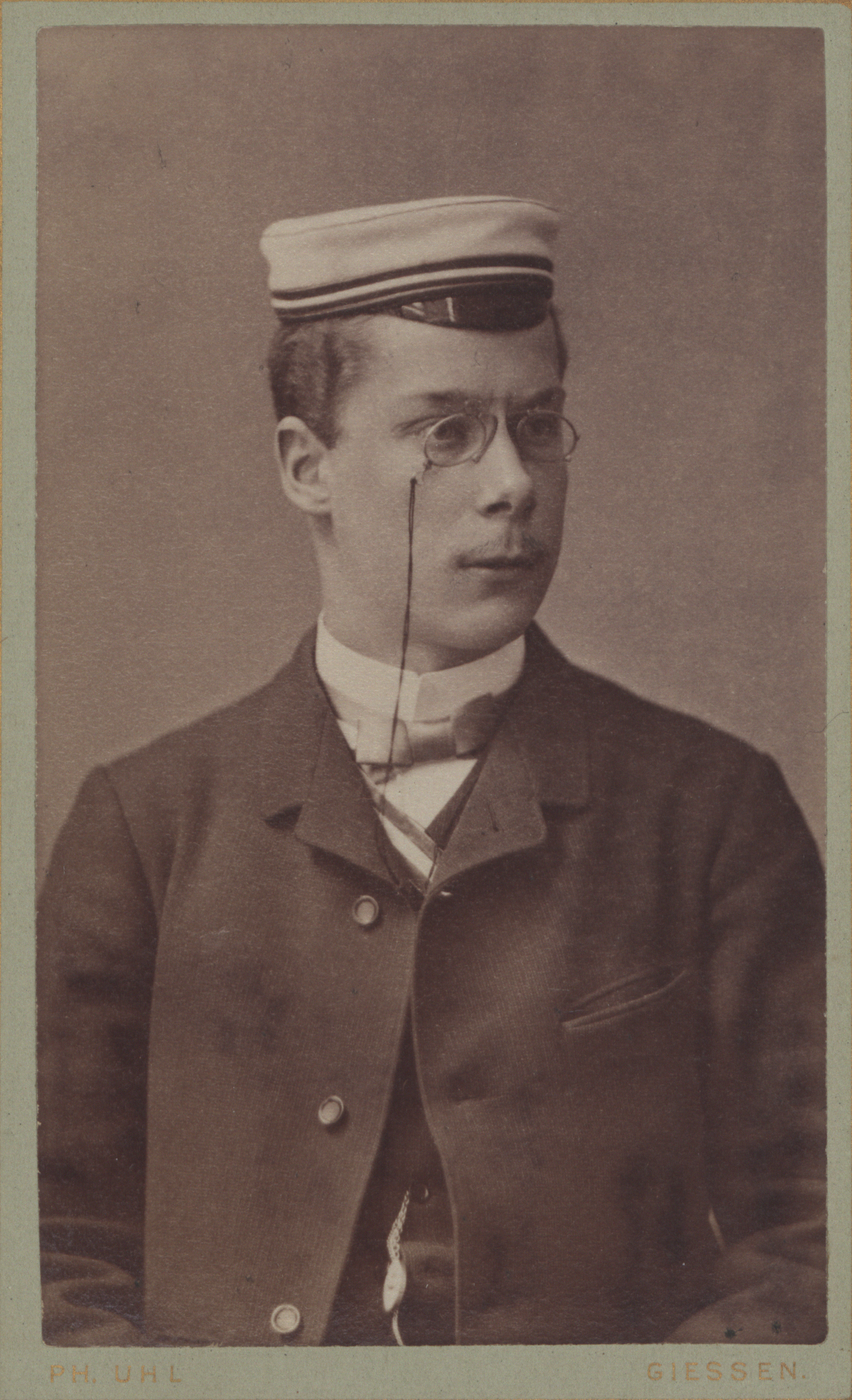
Eberhard Vischer im Jahre 1885 oder 1886 (Fotografie)

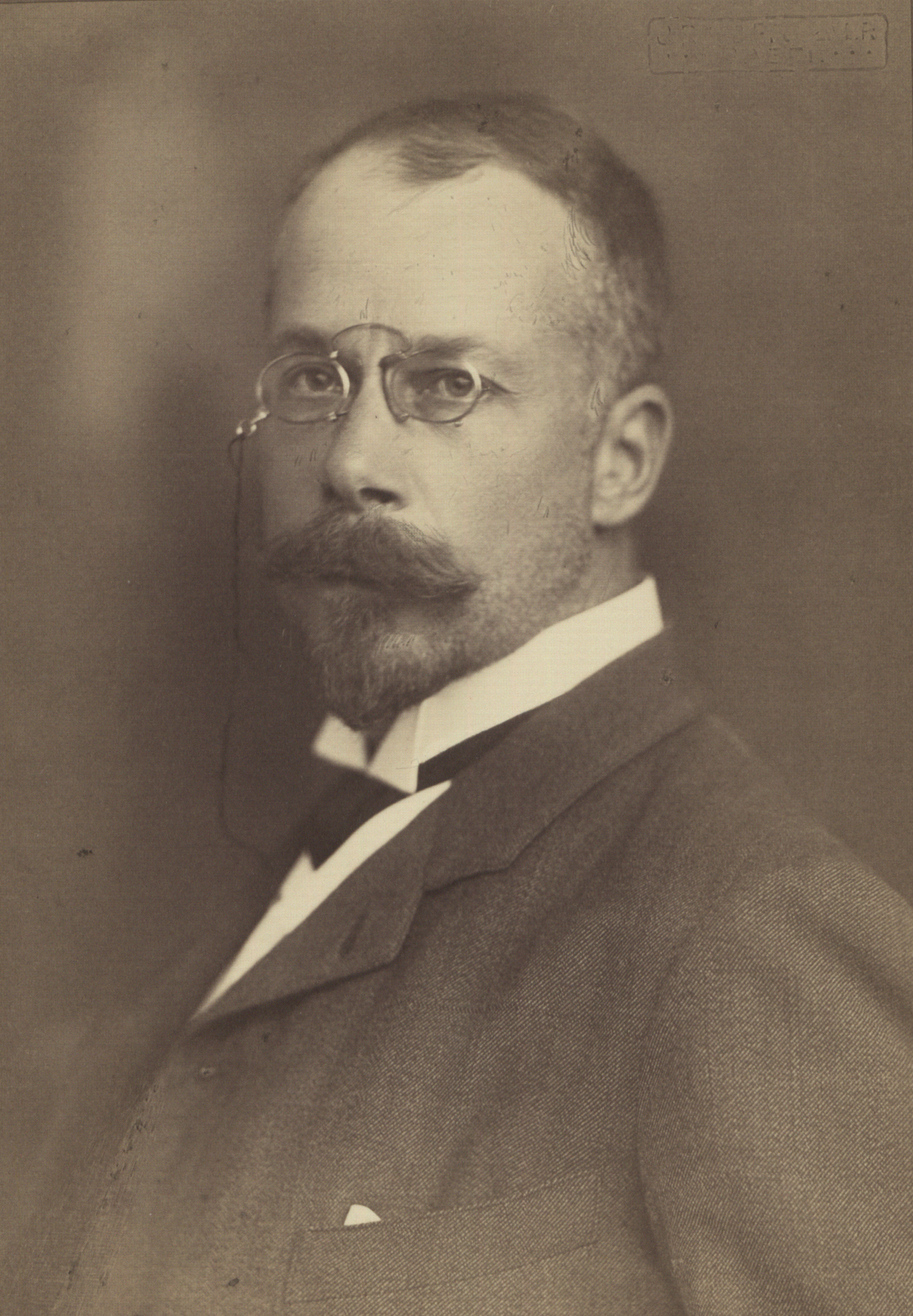
Eberhard Vischer im Jahre 1910 (Fotografie)

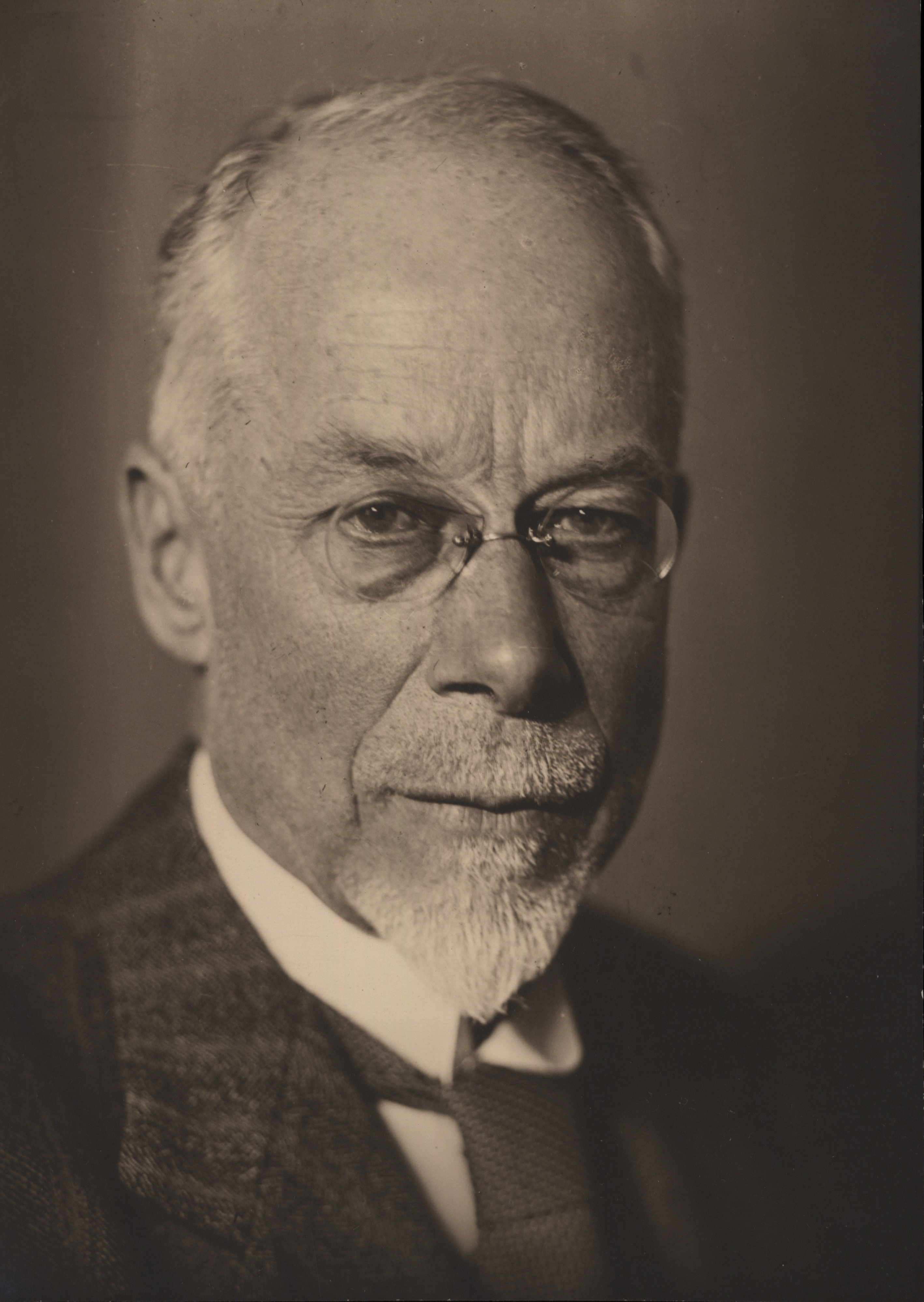
Eberhard Vischer im Alter (Fotografie)

Eberhard Vischer kam als drittes Kind von Wilhelm Vischer und Sophie Heussler (1839–1915) in Göttingen zur Welt. Sein Vater lehrte dort als Privatdozent für Geschichte. Nur ein Jahr nach der Geburt Eberhard Vischers nahm der Vater eine Stelle als Oberbibliothekar der Universitätsbibliothek in seiner Heimatstadt Basel an, weswegen die Familie wieder ans Rheinknie zog.
Aus diesem Grund durchlief Eberhard Vischer, bis auf ein halbes Jahr in Bern, alle Schulen in Basel. Seinen ersten Unterricht erhielt er allerdings noch bei seiner Grossmutter mütterlicherseits, Sophia Thurneysen (1819–1872). Als sie starb, trat er direkt in die zweite Klasse der Gemeindeschule zu St. Peter ein. Nach erlangter Maturität am Gymnasium absolvierte Eberhard Vischer 1884 sein Theologiestudium an den Universitäten Basel, Giessen und Göttingen.
Im Jahre 1888 wurde Eberhard Vischer nach bestandenen Prüfungen ordiniert. Während seines Studiums wurde er stark von seinem Lehrer Adolf von Harnack geprägt. Dieser ermutigte ihn im Alter von 20 Jahren eine Arbeit über die Apokalypse zu schreiben, um ihren jüdischen Ursprung zu untersuchen. Um unter Adolf von Harnack promovieren zu können, begab sich Eberhard Vischer im Herbst 1888, kurz nach seiner Ordination, nach Berlin. Allerdings erkrankte er bald darauf an Typhus, so dass er ein ganzes Jahr seiner Genesung opfern musste.
1890 übernahm Vischer das Pfarramt in Arosa, einem Ort, welcher sich gerade zu einem Kurort entwickelte. 1893 siedelte Vischer nach Davos Dorf über und war dort für zwei weitere Jahre als Pfarrer tätig. Als er 1895 infolge einer Grippe erneut erkrankte, entschloss er sich auf ärztlichen Rat, das Pfarramt aufzugeben, nach Basel zurückzukehren und sich dort zu habilitieren.
Ab 1898 war Eberhard Vischer als Privatdozent an der Universität Basel tätig. Danach war er von 1902 bis 1907 ausserordentlicher Professor und schliesslich von 1907 bis 1937 ordentlicher Professor für alte und mittelalterliche Kirchengeschichte und Neues Testament. Er hielt an der 450-Jahr-Feier der Universität Basel im Jahre 1910 sowie an der Reformationsfeier 1929 (400 Jahre Basler Reformation) jeweils die Festansprache. Zwei Jahre später wurde er dann für ein Jahr Rektor.
Zum Teil bis ins hohe Alter engagierte sich Eberhard Vischer in diversen Vereinen und nahm auch Einsitz in verschiedenen Gremien. Darunter fällt seine Tätigkeit in der Basler Kirchensynode (1904–1946), im Erziehungsrat (1918–1935) sowie im Grossen Rat von Basel-Stadt. Zudem war er seit 1902 Mitglied bzw. Präsident der Theologischen Konkordatsprüfungsbehörde (1913–1943), ebenso seit 1902 Mitglied bzw. Präsident des protestantisch-kirchlichen Hilfsvereins (1923–1943) sowie der Bibliothekskommission der Universität Basel (1928–1946), wobei er bei letzterer bereits ab 1913 Mitglied war. Des Weiteren setzte er sich früh für das kirchliche Frauenstimmrecht und die Zulassung der Theologiestudentinnen zu den Examen ein.
1904 erhielt er den Ehrendoktor der Universität Giessen, 1935 der Universität Warschau.
Eberhard Vischers Nachlass kam 1956 als Geschenk der Erben auf die Universitätsbibliothek Basel. Die Übergabe erfolgte durch den Sohn Wilhelm Vischer; letzterer übergab als Nachträge 1966 auch die Korrespondenz Adolf von Harnacks bzw. 1973 weitere Dokumente seines Vaters der Universitätsbibliothek.

## Familie

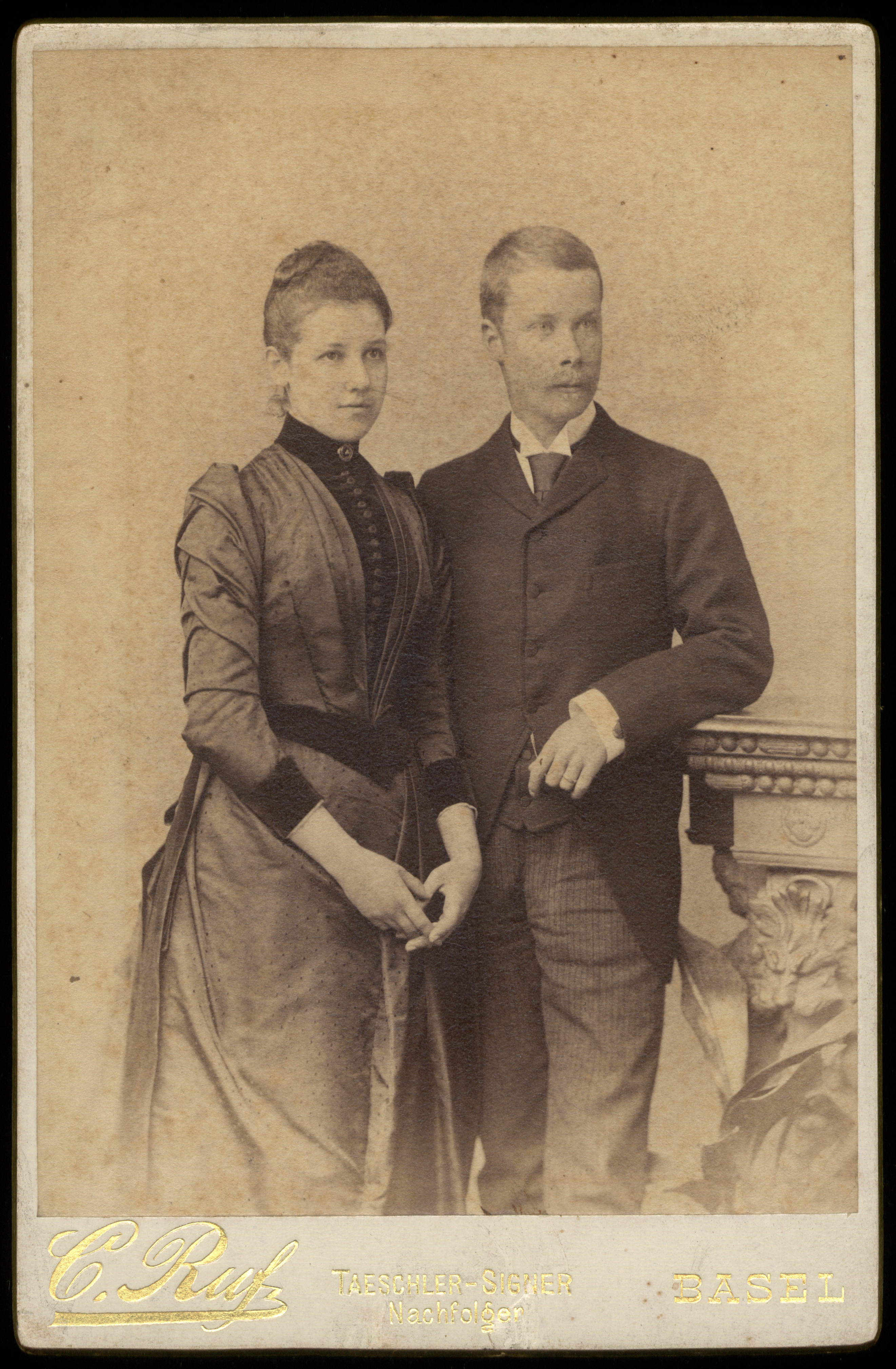
Eberhard Vischer zusammen mit seiner Frau Valérie Koechlin

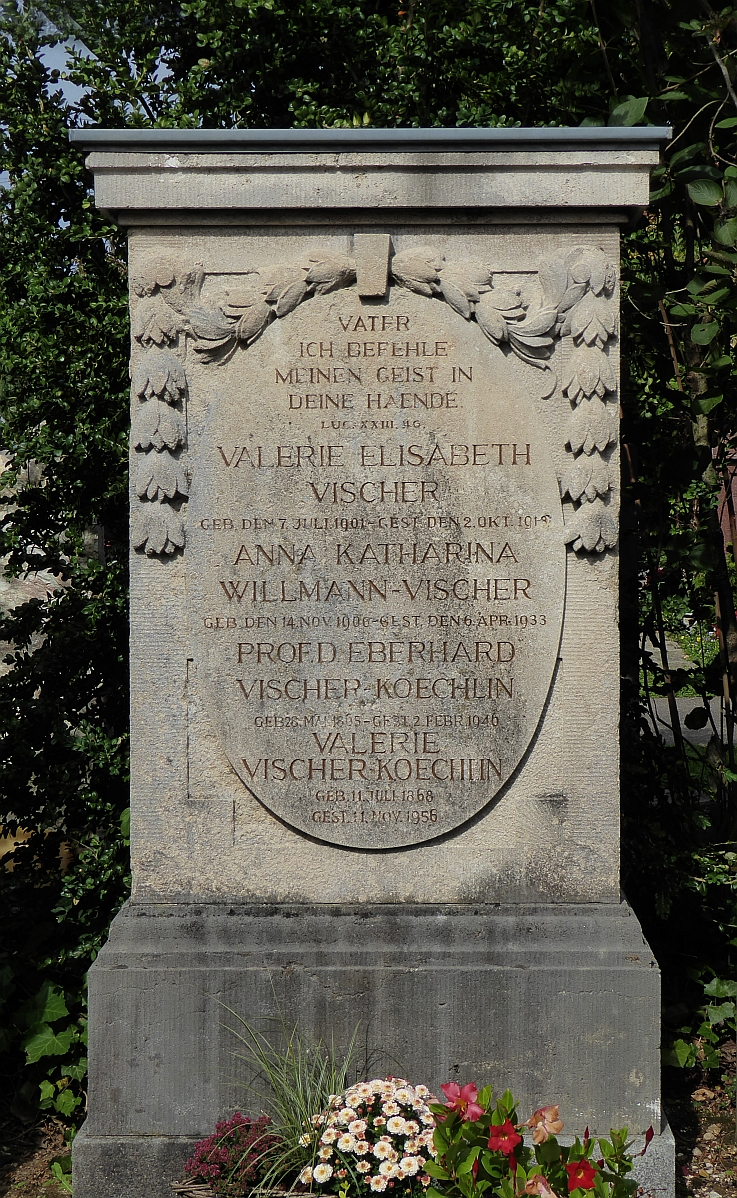
Familiengrab auf dem Friedhof Wolfgottesacker, Basel

Eberhard Vischer hatte insgesamt vier Brüder und zwei Schwestern, unter anderen den Notar Wilhelm Vischer (1861–1928) sowie den Chirurgen Andreas Vischer (1877–1930). Am 15. Juli 1890 heiratete er Valérie Koechlin (1868–1956), Tochter des Kaufmanns Samuel Koechlin (1830–1896), mit welcher er sieben Kinder hatte. Zu diesen gehörten Wilhelm Vischer, der ebenfalls Theologe wurde, und Eberhard Vischer, der Gerichtsschreiber wurde und Elisabeth Alioth heiratete, die Tochter von Ludwig Rudolf Alioth.
In seinem Leben musste Eberhard Vischer viele Schicksalsschläge hinnehmen. So starb sein Vater, als er erst 20 Jahre alt war. Er überlebte zwei seiner jüngeren Brüder und verlor bereits zu Lebzeiten vier seiner Kinder.

## Werke (Auswahl)
- Die Lehrstühle und der Unterricht an der theologischen Fakultät Basels seit der Reformation, in: Festschrift zur Feier des 450-jährigen Bestehens der Universität Basel. Helbing und Lichtenhahn, Basel 1910, S. 111–242.
- Das Kollegium Alumnorum in Basel, in: Aus fünf Jahrhunderten schweizerischer Kirchengeschichte. Zum sechzigsten Geburtstag von Paul Wernle. Helbing und Lichtenhahn, Basel 1910, S. 95–162.
- Das Werk der schweizerischen protestantisch-kirchlichen Hilfsvereine (1842-1942). Helbing und Lichtenhahn, Basel 1944.